# Félix Paiva
José Félix Paiva (Caazapá, 21 de fevereiro de 1877-Assunção, 2 de novembro de 1965) foi um advogado, jornalista e político paraguaio, que foi presidente provisório da República do Paraguai em 1937, e um ano depois, presidente constitucional do país, até 1939.

## Primeiros anos
Nasceu em Caazapá em 1877, filho de Martina Paiva e irmão de Emilio e Vicente Paiva. Formou-se bacharel em 1896 e estudou curso de direito na Universidade Nacional de Assunção, onde se graduou em 1901. Atuou como decano da Faculdade de Direito nos anos 1902, 1923, 1934 e 1937, em 1908 como reitor interino da referida universidade, e como titular de abril a agosto de 1912. Desde jovem, esteve integrado ao Partido Liberal.
Exerceu o jornalismo, sendo destacado neste âmbito. Ocupou cadeiras na Câmara dos Deputados e no Senado; foi ministro das Relações Exteriores, Justiça, Culto e Instrução Pública, e Interior, em diferentes períodos; presidente do Supremo Tribunal de Justiça nos anos 1913, 1916 e 1919, e do Senado em 1920, sendo dessa maneira, junto com Emiliano González Navero, um dos dois cidadãos paraguaios a ocupar a presidência dos três poderes do Estado.
Foi casado com Silvia Ester Heisecke, com quem teve os filhos Armando, Aníbal, Augusto, Danilo e Milciades. Foi concunhado de outro presidente da República, Eduardo Schaerer.

## Trajetória política
Exerceu como vice-presidente do Paraguai como segundo no poder executivo entre 1920 e 1921, acompanhando o presidente Manuel Gondra no governo da nação pelo período 1920-1924, mas devido à deteriorada situação política da época, o presidente apresentou sua renúncia ao cargo em 1 de novembro de 1921. Por lei constitucional, Gondra delegava ao doutor Félix Paiva o poder executivo, mas devido ao tenso ambiente político ainda presente, não pôde formar seu gabinete ministerial e também apresentou sua carta de demissão em 4 de novembro de 1921, ambas as cartas de renúncia foram aceitas por uma sessão extraordinária do Congresso do Paraguai três dias depois.
Acedeu à primeira magistratura como Presidente do Paraguai após a derrubada de Rafael Franco por um movimento liberal (1937). Sob seu governo interino foi restabelecida a constituição política de 1870. Em 11 de outubro de 1938, o congresso o confirmou como presidente constitucional. Assinou um tratado de paz com a Bolívia em 1938, que fixou os limites definitivos entre ambos os países e pôs fim às disputas territoriais do Chaco. Também foi firmado um acordo limítrofe com a Argentina onde se estabeleceu os limites no Pilcomayo. Seu gabinete ministerial foi integrado por Ramón Paredes, Arturo Bray e Higinio Morínigo, no Interior; Luis Frescura, Enrique Bordenave e Justo Pastor Benítez, no Ministério da Fazenda; Juan Bautista Ayala, Nicolás Delgado e José Bozzano, em Guerra e Marinha; Luis A. Argaña, Justo Prieto e Juan Francisco Recalde, em Justiça, Culto e Instrução Pública; Cecilio Báez, Luis A. Argaña e Elías Ayala, em Relações Exteriores; Gerardo Buongermini, em Saúde Pública; Luis Frescura e Francisco Rolón, em Agricultura; e José Bozzano e Andrés Barbero, em Economia.
Cabe ressaltar que Félix Paiva foi o único cidadão que teve a honra de presidir os três poderes do Estado: Legislativo, Executivo e Judicial, depois de ser membro e presidente da Corte Suprema de Justiça, onde previamente foi membro do Tribunal de apelação, como também ter sido parlamentar senador titular no Senado e presidente do Congresso do Paraguai. Félix Paiva também foi procurador-geral do Estado.
No mundo acadêmico foi Professor universitário e presidente Decano (educação) da Faculdade de Direito e Ciências Sociais na Universidade Nacional de Assunção.
Faleceu em Assunção, em 2 de novembro de 1965, aos 88 anos de idade.